# 聞庫
聞庫（前稱果靈·聞庫）是收錄線上版《蘋果日報》和《立場新聞》文章的資料庫，於2021年7月21日正式對外公開。它收錄了《蘋果日報》線上版超過220萬篇文章及《立場新聞》超過9萬篇文章，但没有備份《蘋果日報》的動新聞片段。
2021年6月，《蘋果日報》所屬的集團高層因涉嫌違反《中華人民共和國香港特別行政區維護國家安全法》，而被執法人員拘捕。23日網站停運。消息傳出後有軟件開發者編寫网页抓取程式，把網站內容備份。之後有關人士開始透過LIHKG討論區集結成團隊，構建收錄《蘋果日報》文章的「果靈·聞庫」網站。2021年12月29日，《立場新聞》高層亦被香港警務處國家安全處拘捕。同日網站停止運作。2022年5月，「果靈·聞庫」改名為「聞庫」，並對外公開《立場新聞》的文章備份。

## 歷史

### 成立
2021年6月，《蘋果日報》所屬的集團高層因涉嫌違反《中華人民共和國香港特別行政區維護國家安全法》，而被執法人員拘捕。23日網站停運。在停運之前的一段短時間內有關消息已經公佈。於是開始有軟件開發者編寫网页抓取程式，把網站內容備份。之後有關人士開始透過LIHKG討論區的貼文集結成團隊，並以建立網站或資料庫為目標，當中大部分成員為軟件開發者。
由於該團隊的成員起初各自備份時都選用不同數據格式，所以在後續處理時會以程式把它們一併轉換JSON格式。在建立網站時則為了縮短頁面載入速度和應付預計會發生的分散式阻斷服務攻撃，而採用各種开放源代码及云技术应对。集結了《蘋果日報》約八成文章的「果靈·聞庫」網站最終在2021年7月21日正式對外公開。團隊以人身安全理由不接受捐款，選擇自行支付營運費用。

### 備份《立場新聞》
2021年12月29日，《立場新聞》高層亦被香港警務處國家安全處拘捕。同日網站停止運作。2022年5月，「果靈·聞庫」改名為「聞庫」，並對外公開《立場新聞》的文章備份。2023年9月22日，聞庫的服務供應商因為《蘋果日報》一篇有關亞洲小姐競選的文章被指違反《數字千年版權法》，而暫停網站服務，令它下線。之後聞庫團隊決定刪除該篇文章，令網站次日恢復運作。團隊發言人指這是一宗濫用該法例的例子。2024年，因為原雲技術供應商為服務加價，而改用其他供應商代替。

## 內容
聞庫收錄了《蘋果日報》線上版超過220萬篇文章及《立場新聞》超過9萬篇文章。而起初網站的名稱「果靈·聞庫」為唐君毅的「花果飄零，靈根自植」跟19世紀法國出版家路易·哈謝特的「文庫」（bibliothèque）之組合。運營團隊表示，他們的目的在於讓《蘋果日報》及《立場新聞》的報導紀錄能夠開放給大眾，並「保存香港這20多年來的歷史」。此外受技術條件限制，該网站没有備份《蘋果日報》的動新聞片段。

## 外部連結
- 聞庫 （页面存档备份，存于）（繁體中文）